# Johannes Engelmann
Johannes August Engelmann (* 25. Juni 1832 in Mitau; † 4. September 1912 in Dorpat) war ein baltischer Jurist.

## Leben

### Herkunft und Familie
Johannes Engelmann entstammte einer deutsch-baltischen Familie. Seine Eltern waren Ernst Georg Engelmann und Karoline Henriette, geborene Loopuyt. Aus seiner 1862 geschlossenen Ehe mit Elisabeth von Briskorn (1843–1912) ist der Sohn Woldemar Engelmann (1865–1942) hervorgegangen.

### Werdegang
Engelmann besuchte von 1845 bis 1850 das Gouvernements-Gymnasium in Mitau und studierte in den Jahren 1851 bis 1855 Rechtswissenschaften, Er wurde mit einer goldenen Preismedaille ausgezeichnet und dimittierte 1859 als Magister des Zivilrechts.
Von 1859 bis 1860 arbeitet er beim Ministerium der Volksaufklärung und promovierte 1867 in St. Petersburg zum Doktor des russischen Zivilrechts. Engelmann lehrte seit 1860 an der Kaiserlichen Universität Dorpat als Professor des russischen Staats- und Prozessrechts. Er trug den Titel Wirklicher Staatsrat (Rang 4).
Engelmann trat vehement, letztlich aber erfolglos gegen die Russifizierung der Universität auf. Er galt als hervorragender Kenner des russischen Rechts und bahnbrechender Erforscher der russischen Rechtsgeschichte. Zwei Mal, 1859 und 1868 wurde er in St. Petersburg mit dem kleinen Uwarow-Preis der Akademie der Wissenschaften geehrt. Von 1864 bis 1867 war er Präsident und seit 1910 Ehrenmitglied der Gelehrten Estnischen Gesellschaft. Er war seit 1908 Ehrenphilister der Curonia und seit 1911 Ehrenmitglied der Gesellschaft für Geschichte und Altertumskunde der Ostseeprovinzen Russlands in Riga.
1901 durfte er sich in das Livländische Gouvernements-Adelsgeschlechtsbuch eintragen.

### Werke
- Die Leibeigenschaft in Rußland. Eine rechtshistorische Studie, Dorpat, E. J. Karow, Leipzig, Duncker und Humblot, 1884
- Staatsrecht des Kaisertums Rußland, 1889